# New Love
New Love is een nummer van het Brits-Amerikaanse duo Silk City uit 2021, ingezongen door de Britse zangeres Ellie Goulding.
"New Love" gaat over eigenwaarde en liefde voor jezelf. Het nummer bereikte de 65e positie in het Verenigd Koninkrijk. In Nederland bereikte het nummer de 11e positie in de Tipparade, en in Vlaanderen haalde het de 32e positie in de Tipparade.